# Saxofón alto
El saxofón alto es un instrumento musical perteneciente a la familia del saxofón, afinado en Mi bemol. Generalmente está hecho de latón y consta de una boquilla de plástico, madera o de metal con una única caña, al igual que el clarinete. Por esa razón pertenece a la familia de instrumentos musicales de viento-madera ya que, aunque el instrumento sea de metal, la caña que produce el sonido, es de madera.
Contiene 25 llaves y una boquilla en la cual se coloca una caña sostenida por la abrazadera (normalmente) de metal. Como dato curioso, cabe destacar que existen varios tipos de abrazaderas, especialmente aquellas que están hechas de cuero o cuero sintético. 
Para sostener la boquilla con los dientes en la parte superior se coloca un compensador para evitar el desplazamiento de los dientes y evitar que se dañe la boquilla. 
También tiene un tudel ondulado que hace que sea más cómodo tocar este instrumento.

## Historia del saxofón alto en el jazz

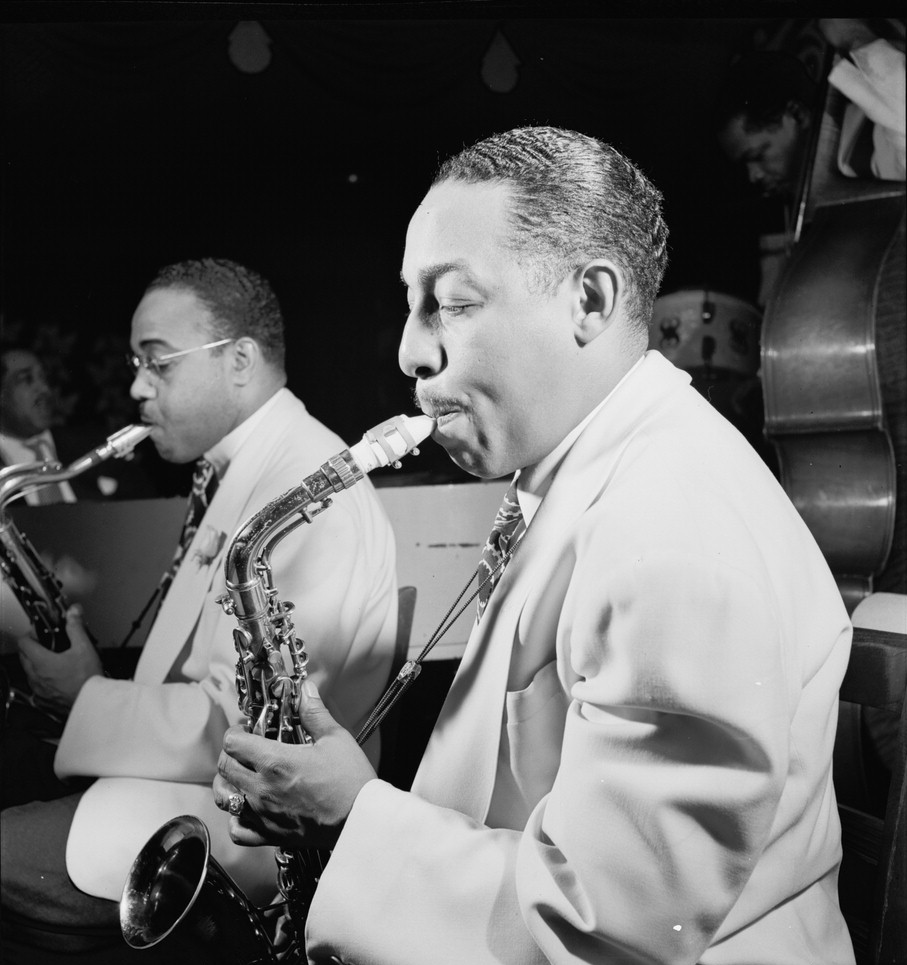
Johnny Hodges (frente) y Al Sears en Aquarium, Nueva York. Hodges esta tocando un Saxofón alto Conn 6M.

El saxofón alto desempeñó un papel relevante en la historia del Jazz. No obstante, entre finales de los años 20 y principios de los 30 la presencia de saxofonistas era realmente escasa y poco destacable. Algunos casos como Don Redman apenas lograba prodigarse entre los saxofonistas profesionales de la época. Por esta razón, podría decirse que se empezó a relacionar al Saxo Alto con el Jazz ya bien entrados los años 30, cuando comenzó la época del Swing.
El saxofón alto comenzó a desempeñar un papel primordial en el mundo musical cuando empezaron a surgir las big bands del Swing. En esta época, nombres de la talla de Johnny Hodges, Benny Carter y Willie Smith comenzaban a hacerse visibles, a la vez que impulsaban la fundación de tres escuelas musicales. 
Cada artista musical logró caracterizarse por un sonido que le hacía único: en el caso de Hodges, su sonido era «un vibrato cálido y expresivo» cargado de inspiración, generando así un gran número de seguidores de la talla de Woody Herman o Charlie Barnet.
Por otra parte, Carter se caracterizaba por un sonido claro y ligero, al contrario que Hodges. De hecho, este artista fue uno de los modelos a seguir de varios saxofonistas, gran parte de ellos perteneciente a las conocidas big bands.
Finalmente, Smith no destacó tanto como los músicos mencionados anteriormente. Sin embargo su música era de un sonido poderoso y enérgico.
Aparte del papel que desempeñaron estas tres escuelas, solo el estilo bailable de los guetos de algunas ciudades (como Harlem) y diversos discos de los saxos de jump consiguieron una proyección sobresaliente.
Durante la década de 1940, el saxofón alto experimentó una renovación propiamente dicha, y los logró de dos formas diferentes.
Por un lado, Charlie Parker «cambió literalmente el sonido, la técnica y el estilo del Jazz» adquiriendo tal importancia que incluso logró hacer sombra a otros saxofonistas altos, como Sonny Stitt, el cual había conseguido desarrollar un sonido particularmente parecido al de Parker, pero de forma independiente.
Por otro lado, cabe destacar la presencia de la escuela cool, cuyo principal representante fue Lee Konitz, quien hizo mella en artistas musicales, tales como Paul Desmond, Bud Shank o Paul Horn.
A pesar de la gama de saxofonistas que destacaron, el más representativo sin duda fue Parker, que acabó por definir todo el desarrollo posterior, incluso influyendo en los discípulos de otros músicos como Konitz.
Durante la década de los 50 y 60 aparecieron otros destacados instrumentistas como Lou Donaldson, Cannonball Adderley, Jackie Mclean, Olivier Nelson, Phil Woods, Art Pepper o Charlie Mariano.
Para concluir, hasta el año 1959, Parker se convertiría en la mayor referencia entre los saxofonistas altos. De hecho, ese año apareció la figura de Ornette Coleman, cuyo estilo musical supuso «la primera reflexión fundamental sobre los procedimientos y materiales básicos del jazz desde las innovaciones de Parker». Tuvo tal efecto entre los músicos de jazz, que se considera, incluso a día de hoy, uno de los grandes nombres de la historia del jazz, junto con Louis Armstrong, Charlie Parker o Miles Davis.
Toda la historia posterior a los años 50 se resume en modelos musicales como Parker o Coleman, pero también cabe destacar artistas diversos algunos de los cuales provienen del estilo del jazz rock, como Gary Bartz, David Sanborn, Eric Marienthal o Fred Lipsius. En los últimos años han destacado como solistas del instrumento Branford Marsalis, Kenny Garrett, Antonio Hart y John Zorn.

## Descripción

### Boquilla
El saxofón alto usa una boquilla con una sola caña similar a la del clarinete, aunque es mayor la del saxofón y posee una cámara interior hueca redonda o cuadrada y es más amplia que la del clarinete. La boquilla del saxofón también carece de la ensambladura cubierta por corcho que tiene la boquilla del clarinete porque el tudel del saxofón se inserta directamente en la boquilla mientras que esa parte de la boquilla del clarinete es insertada en la parte superior del instrumento. La diferencia más importante entre una boquilla de saxofón y una boquilla de clarinete es que la boquilla de saxofón debería entrar en la boca en un ángulo mucho más inferior o plano que la del clarinete.
Las boquillas están fabricadas en una amplia variedad de materiales, las hay tanto metálicas como no metálicas. Las boquillas no metálicas son normalmente de ebonita, de plástico o de caucho duro, a veces de madera, y raras veces de cristal, de porcelana e incluso hueso. A las boquillas de metal algunos le atribuyen un sonido distintivo, descrito a menudo como "más brillante" que las no metálicas. Algunos músicos creen que las de plástico no producen un buen timbre. Otros saxofonistas, como el profesor Larry Teal, afirman que el material tiene poca repercusión en el sonido, si es que tiene alguna, y que son las dimensiones físicas las que le dan a la boquilla su color tímbrico.
Las boquillas con una cámara cóncava son las más cercanas al diseño original de Adolphe Sax y funcionan muy bien en la interpretación clásica, ya que producen un sonido más suave o menos desgarrador. Por el contrario, en el jazz y la música popular, los saxofonistas tocan a menudo con cañas normalmente flojas y con boquillas abiertas. Están adecuadas de manera que el bafle, o "techo", de la misma esté más cercano a la caña. Por esa razón se crea un flujo de aire más rápido. Esto produce un sonido más claro que acorta fácilmente las distancias existentes en una big band o entre instrumentos amplificados. Aunque las aberturas grandes, y el sonido resultante, están comúnmente asociadas con las boquillas metálicas, cualquier boquilla puede tener una. De esta manera se permite una mayor flexibilidad en la afinación, dando cabida a efectos como el bending, común en el jazz y el rock. Los intérpretes clásicos por lo general suelen optar por cañas más duras y por una boquilla con una abertura estrecha y un cámara más baja, produciendo un sonido más oscuro y estable (y más aviolinado).

### Construcción
El tono del saxofón se controla abriendo o cerrando los orificios de tono a lo largo del cuerpo del instrumento para cambiar la longitud de la columna de aire vibrante. Los orificios de tono están cerrados por almohadillas de cuero conectadas a las teclas; la mayoría se operan con los dedos del jugador, pero algunos se operan con la palma o el costado del dedo. Hay una tecla de octava que eleva el tono de las notas más bajas en una octava. La nota más baja, con todas las notas cerradas, está (escrita como) Si♭ debajo de Do central. Los saxofones barítonos modernos generalmente se construyen para tocar A bajo, y también se ha producido una pequeña cantidad de altos afinados en Si bajo. La nota más alta era tradicionalmente Fa dos octavas y media por encima de Si ♭ grave, pero los instrumentos de mayor calidad ahora tienen una tecla adicional para Fa ♯ agudo, y la tecla Sol alta se puede encontrar en algunos saxofones soprano modernos. Las notas por encima del rango clave son parte del registro altissimo del saxofón y se pueden producir utilizando técnicas avanzadas de embocadura y combinaciones de dedos. La música de saxofón está escrita en clave de sol (transpuesta apropiadamente para cada tipo de instrumento diferente) y todos los saxofones usan la misma disposición de teclas y dedos, lo que permite a los músicos cambiar fácilmente entre diferentes tipos de saxofón.
Los saxofones soprano y sopranino generalmente están hechos de un tubo recto con una campana acampanada al final, aunque algunos están hechos con la forma curva de otros saxofones. Los saxofones altos y más grandes tienen un mástil curvo desmontable y una curva en forma de U (arco) que dirige el cañón hacia arriba a medida que se acerca a la campana. Hay ejemplos raros de saxofones alto, tenor y barítono con cuerpos en su mayoría planos. Los saxofones barítono, bajo y contrabajo ajustan la longitud de la abertura con curvas adicionales en el tubo. El sistema de digitación del saxofón es similar a los sistemas utilizados para el oboe, el clarinete Boehm y la flauta .

### Materiales
Desde los primeros días del saxofón, el cuerpo y las bandejas de los orificios se fabricaban con láminas de latón, que se pueden trabajar en formas complejas. Las llaves se fabrican con otros tipos de materiales de latón. La compañía King fabricó saxofones con cuellos y campanas de plata esterlina desde la década de 1930 hasta principios de la de 1960. Yanagisawa revivió esta idea en la década de 1980 y luego introdujo instrumentos hechos completamente de plata. Calvert y P. Maurya usó alpaca , una aleación de cobre, níquel y zinc más comúnmente utilizada para flautas, para los cuerpos de algunos modelos de saxofón. Para un efecto visual y tonal, más variedades de cobre de latóna veces se intercambian con el "latón amarillo" y el "latón de cartucho" más comunes. The Yanagisawa Company fabricó sus saxofones de las series 902 y 992 en bronce fosforado con una aleación de cobre alta para lograr un tono más oscuro y más "pátina" que los modelos de latón 901 y 991.
Se utilizan otros materiales para algunas piezas mecánicas y llaves. Los botones donde los dedos tocan las teclas suelen ser de plástico o madreperla . Las varillas, los tornillos y los resortes suelen estar hechos de acero azul o inoxidable. Se utilizan topes mecánicos hechos de fieltro, corcho, cuero y varios materiales sintéticos para minimizar el ruido mecánico del movimiento de las teclas y optimizar la acción de las teclas. La alpaca se usa a veces para bisagras debido a sus ventajas de durabilidad mecánica, aunque el material más común para tales aplicaciones sigue siendo el latón.
Los fabricantes suelen aplicar un acabado a la superficie del cuerpo del instrumento y las teclas. El acabado más común es una capa delgada de laca acrílica transparente o de color para proteger el latón de la oxidación y mantener una apariencia brillante. El enchapado en plata o en oro se ofrece como opciones en algunos modelos. Algunos saxofones plateados también están lacados. Cubrir un saxofón con oro es un proceso costoso, ya que se requiere una base de plata para que el oro se adhiera. El niquelado se usó en los primeros estuches de saxofón de modelos económicos y se usa comúnmente en el teclado cuando se desea un acabado más duradero, principalmente en saxofones de modelos para estudiantes. El tratamiento químico de la superficie del metal base se ha utilizado como alternativa a los barnices y acabados en los últimos años.

## Repertorio de música clásica
El saxofón alto tiene un amplio repertorio solista clásico que incluye solos con orquesta, piano y sinfonica de vientos.  Dos composiciones solistas importantes son «“”Concertino da Camera“”' de Jacques Ibert y “”“Concierto en mi bemol mayor”' de Alexander Glazunov.
El saxofón alto se encuentra en la instrumentación estándar de bandas de concierto y cuartetos de saxofones. Alexander Glazunov compuso su Cuarteto para saxofón en si bemol mayor en 1932.
El saxofón alto se utiliza a veces en la música orquestal. A continuación se enumeran algunas de las composiciones en las que aparece.
- Georges Bizet lo incluye en el «Intermezzo» y el «Minueto» de la segunda suite de música de L'Arlésienne.
- Fue solicitada por Richard Strauss en su Sinfonia Domestica, que incluye partes para cuatro saxofones, incluido un saxofón alto en Fa.
- Dmitri Shostakovich utiliza el alto en su Suite for Variety Orchestra y tiene un solo prominente en la sección «Waltz No. 2». También la incluye en su Suite nº 1 y Suite nº 2.
- Maurice Ravel utiliza el saxofón de forma destacada en su orquestación de la obra de Modest Moussorgsky Cuadros de una exposición de Modest Moussorgsky, sobre todo como solista en «Il vecchio castello».
- Alban Berg utiliza el saxofón en sus últimas obras orquestales, sobre todo «Der Wein», Lulu], y el Concierto para violín.
- Sergei Rachmaninoff utiliza el saxofón en sus Danzas sinfónicas'] como solista en el primer movimiento.
- George Gershwin lo incluye en algunas piezas; como Rapsodia en azul y Un americano en París.
- Pierre Boulez escribió para 2 saxos altos en su composición Pli selon pli («Pliegue a pliegue»).
- Benjamin Britten pide un alto en su Sinfonia da Requiem y El príncipe de las pagodas.
- Leonard Bernstein incluye un saxo alto en sus Danzas sinfónicas de West Side Story.
- Vincent d'Indy recluta dos contraltos en su ópera Fervaal.
- Darius Milhaud escribe para una contralto en La Creation du Monde, y la coloca en la partitura donde uno esperaría ver una viola.
- Allan Pettersson hace uso de una contralto en su 16ª Sinfonía.
- Krzysztof Penderecki hace partituras para dos contraltos en su ópera Los demonios de Loudon («Die Teufel von Loudon»).
- Aram Khatchaturian incluye un alto en su ballet Gayane.
- Poul Ruders incluye un importante solo para saxofón alto en su suite orquestal Concerto in Pieces.
- Eric Coates escribió para alto en su Saxo-Rapsodia de 1936.
- Claude Debussy incluye una contralto en su Rapsodia para saxofón y orquesta.
- Paul Creston escribió un concierto para contralto, una sonata con piano y una rapsodia con órgano. También lo incluyó en una suite para cuarteto de saxofones.
- Ronald Binge escribió un concierto para saxofón alto en mi bemol mayor (1956).
- Alan Hovhaness incluye un alto en su ballet Is There Survival (también conocido como King Vahaken) y como parte de la música incidental que escribió para acompañar la obra de teatro The Flowering Peach.
- Béla Bartók pide un alto en su ballet El príncipe de madera (así como saxos tenor y barítonos).
- Michael Tippett emplea una contralto en su ópera Año Nuevo de 1989 (así como saxos soprano, tenor y barítono).
- Tony Banks escribió un alto para la primera pista de su álbum de 2012 Six Pieces for Orchestra'.
- Igor Stravinsky pide dos contraltos en su Concierto de ébano (además de dos tenores y un barítono).